# 嶋倉雷象
嶋倉雷象（しまくららいぞう）（1971年7月18日〈昭和46年〉 - ）は、日本の男性俳優、舞道家。東京都大田区出身。劇団花組芝居所属。屋号は「月城屋」(つきしろや)。

## 経歴
東京都大田区出身。幼少期より南宋奉眞流の剣舞を始める。世田谷学園高校を経て舞台芸術学院演劇部本科42期を卒業。卒業後、同期生達と劇団を作るも2年で解散。のちに研修期間を経て、1996年「天変斯止嵐后晴」より劇団花組芝居に入座。主に劇団公演に出演。何故か幸薄い女形を演じる事が多い。商業演劇、タップダンスユニットや朗読劇などの他団体にも出演している。資格を活用し一般会社員として働いている事もある。

## 生い立ち
- 両親共に東京出身であるが、父の転勤により出生は福岡県春日市（博多弁は話せない）。

- 出生時、福岡は大荒れの天候で、カセットテープには産声と共に雷鳴が録音されている。福岡で産まれた為、名付け親は祖母の紹介で、医師であり漢詩などの芸術家であった松口月城[1](まつぐちげつじょう)である。当初「龍」と命名されていたが、この日の天候から「雷象」となった。劇団での屋号「月城屋」(つきしろや)は名付け親から得たものである。

- 再び父の転勤により生後10ヶ月で神奈川県横浜市に移り、私立捜真幼稚園から横浜市立大綱小学校と進み、小学2年生まで横浜市で暮らす。以降は母方の実家のある東京都大田区の大森へ移り、大田区立大森第一小学校へ転向し、大田区立大森東中学校と進む。

- 父が東京芝浦電気(現＝東芝)のシステムエンジニアであった為、幼少の頃からコンピュータだらけの父の職場へ遊びに連れて行ってもらう度に、その道に凄く憧れはあったが、祖母の思うままに芸道へ進んでしまった。

## 人物
- 子供の頃から車が大好きで、ミニカーを持たせておけば一人で遊んでいた。夢はカーレーサーになる事だったが、両親から危険だと大反対された。しかし役者になる事には全く反対される事はなかったらしい。

- 祖母が詩吟の師範だった為、5歳から南宋奉眞流にて剣舞・居合道を始めたが、当初は嫌で泣きながら稽古していたらしい。小中学生時代には年間通して東京・東日本・全国とコンクールを勝ち上がり、優勝含め毎年多数の賞を受賞する。10歳の時、剣舞のコンクールを観に来ていた東京12チャンネル（現テレビ東京）のプロディーサーからオファーをもらい、芸達者な子供達で芸を競う番組に剣舞代表で出演するも敗退、これがテレビ初出演となる。キングレコードの専属舞道家であった事もあり、高校生にして「先生」と呼ばれていた。1990年に南宋奉眞流の刀法・剣舞の師範となった。※近年、ミュージカル等で間違って称されることがあるが「剣舞」[2]をご参照下さい。

- モモコクラブのアイドルだった「姫乃樹リカ」とは小中学校の同窓生で今も親交がある。

- 中学校時代、急に足が速くなり、50ｍ走で6.4秒の記録を持つ。「一瞬だけプロ野球選手を目指しかけた」との事。

- 世田谷学園高校では、「左とん平」「水木一郎」「萩原流行」「芦川誠」、「三谷幸喜」や「内野聖陽」などを輩出した名門演劇部に入ったが、まさかの部員不足で休部となりバレーボール部に入り直し青春をスポーツにぶつけた。しかし当時の世田谷学園は「吉田秀彦」を要する柔道部を筆頭に全国区の強豪スポーツ学校でもあった為、試合では相手校からのプレッシャーも半端じゃなかったらしい。そのせいか、ファンの女子高生が出待ちをするほど毎日校門が賑やかだったらしい。学園体育祭の陸上リレーで、その強豪柔道部要するスポーツクラスをアンカーとして足の速さでごぼう抜きで勝ったのが運動では自慢。

- 高校の体育の授業では剣道部の部員より剣道が強かったが、敢えて剣道の道は選ばなかった。カナダの学校との学園交流では学校からの推薦で剣舞を披露するなど刀法への評価は高かった。

- 幼稚園から「お受験さん」だった。小学校の入学試験で横浜国立大学附属小学校に合格するも、くじ引きで落選。これがトラウマになり受験勉強が大嫌いになる。中学受験時は酷いものだったらしい。しかしそれ以降、学内の成績で上位に入る事で推薦入学を狙い、高校は推薦で世田谷学園へ進んだ。大学も推薦を狙う為、部活動や皆勤賞を含め、学内の成績は３年間上位をキープするも、３年時の担任が高望みをした為、大学への推薦入学が無効になる。とことん受験には縁がなかった。

- 舞台芸術学院時代は、2学年目の演技講師「金杉忠男」に影響を受け、卒業後も演劇を続ける事を決める。学院内の歴代宴会部長で率先して幹事をやっており、卒業後も同期生の中ではいまだにそのポジションは変わっていない。とにかく交流がマメで、その為か現在も演劇各方面へ交流範囲がとても広いようだ。

- 花組芝居に入座の際、初舞台がアメリカ公演だった為、シアトルとロサンゼルスで入座披露口上をした果報者である。

- 花組芝居では殺陣師として劇中の殺陣シーンを演出する事もある。

- 大の野球好きで、物心がついた頃より読売ジャイアンツの大ファンである。毎年東京ドームへはユニフォームを着て数十回観戦に行っているらしい。草野球も大好きで、花組芝居やマウスプロモーションの野球部にも入って活動している。親交の深い元プロ野球選手「佐藤和史」「後藤利幸」「武清剛治」「寺村友和」の影響でパリーグは千葉ロッテマリーンズのファンである。

- 大のカラオケ好き。世田谷学園時代、同級生の中に「SIAM SHADE」の「栄喜」がいたようだが面識はない。しかしカラオケではSIAM SHADEの「1/3の純情な感情」は十八番である。「米米クラブ」や「安全地帯」などを日々熱唱している。

- 父方の祖父は長野県須坂市にある浄土真宗「圓長寺」の出身である為、浄土真宗の教えも悪くないと思っている。

- 母方は、祖母の代まで大森で海苔屋を営んでいた為、幼少の頃から食べてきた海苔に対する味覚は間違いないとの事。

- プライベートでは愛猫家であり、アメリカンショートヘアのシルバータビーの男の子を2匹飼っている。野良猫を見かけると必ず挨拶をする。

- 先祖代々受け継がれているぬか床を守り続け、季節の野菜を漬けてぬか漬けを楽しんでいる。

## 出演

### 花組芝居
- 「聖ひばり御殿」1995年(研修生)＠新利賀山房・文芸坐ル・ピリエ
- 「泉鏡花の夜叉が池」1995年(研修生)＠こどもの城 青山円形劇場・近鉄アート館
- 「天変斯止嵐后晴」1996年＠シアトル・ミーニーホール・ロサンゼルス・日米会館・近鉄劇場・パナソニック・グローブ座
- 「ザ・隅田川　再演ニ非ズ」1996年＠新利賀山房・草月ホール・近鉄小劇場
- 「雪之丞変化」1996年＠本多劇場・盛岡劇場・青森市民文化ホール・郡山市民文化センター・水戸芸術館ACM劇場・七ケ浜国際村・富士ロゼシアター・静岡市民文化会館・磐田市民文化会館・倉敷市芸文館・近鉄劇場
- 「泉鏡花の天守物語」1997年 花組芝居創立10周年記念＠新宿シアターアプル・水戸芸術館ACM劇場・新神戸オリエンタル劇場・愛知扶桑文化会館
- 「悪女クレオパトラ」1997年 花組芝居創立10周年記念＠世田谷パブリックシアター・新神戸オリエンタル劇場
- 「泉鏡花の日本橋」1998年＠シアタートラム・近鉄アート館
- 「怪誕身毒丸」1998年＠銀座博品館劇場・近鉄小劇場・愛知扶桑文化会館
- 「奥女中たち」1999年＠下北沢ザ・スズナリ
- 「泉鏡花の天守物語」2000年＠新宿シアターアプル・新神戸オリエンタル劇場
- 「泉鏡花の海神別荘」2000年＠ラフォーレミュージアム原宿・近鉄小劇場
- 「かぶき座の怪人」2001年＠全労済ホール・スペース・ゼロ・シアタードラマシティ
- 「泉鏡花の婦系図」2001年＠世田谷パブリックシアター・近鉄劇場
- 「双面諏訪湖」2002年　花組芝居15周年記念迎春イベント＠赤坂プリンスホテル
- 「南北オペラ」2002年＠新宿シアターアプル・近鉄劇場
- 「百鬼夜行抄」2003年＠銀座博品館劇場・近鉄小劇場
- 「いろは四谷怪談」2004年＠世田谷パブリックシアター・シアタードラマシティ
- 「その鉄塔に男たちはいるという」2004年　花組芝居OFFシアター＠銀座小劇場
- 「和宮様御留」2004年＠新宿シアターアプル・新神戸オリエンタル劇場
- 「かもめ」2004年　HON-YOMI＠乃木坂コレド
- 「盟三五大切」2005年　HON-YOMI＠乃木坂コレド
- 「極猫大騒動 ゴクネコ mad Cats' panic」2005年＠全労済ホール・スペース・ゼロ
- 「鏡花まつり」2005年＠シアタートラム・松下IMPホール
- 「ザ・隅田川」2006年＠草月ホール・OBP円形ホール
- 「百鬼夜行抄2」2006年銀座博品館劇場・新神戸オリエンタル劇場
- 「かぶき座の怪人」2007年　花組芝居創立20周年記念＠全労済ホール／スペース・ゼロ・新神戸オリエンタル劇場
- 「恐怖時代」2007年　花組ヌーベル＠下北沢ザ・スズナリ
- 「KANADEHON 忠臣蔵 2007年　花組芝居創立20周年記念＠世田谷パブリックシアター・新潟りゅーとぴあ劇場・イオン化粧品 シアターBRAVA！
- 「怪談牡丹燈籠」2008年＠あうるすぽっと(豊島区立舞台芸術交流センター)・新神戸オリエンタル劇場
- 「泉鏡花の夜叉ヶ池」2009年＠こどもの城 青山円形劇場・伊丹市立演劇ホール AI・HALL
- 「花たち女たち」2010年＠全労済ホール スペースゼロ・ABCホール
- 「聖ひばり御殿」(殺陣師あり)2010年＠銀座博品館劇場・ABCホール
- 「菅原伝授手習鑑〜天神さまのきた道〜」2012年＠あうるすぽっと(豊島区立舞台芸術交流センター)・道新ホール
- 「怪誕身毒丸」(殺陣師のみ) 2013年＠下北沢駅前劇場
- 「いろは四谷怪談」2017年　花組芝居創立30周年記念＠下北沢ザ・スズナリ
- 「黒蜥蜴」2017年 花組芝居創立30周年記念＠あうるすぽっと(豊島区立舞台芸術交流センター)・近鉄アート館
- 「義経千本桜」2019年＠あうるすぽっと(豊島区立舞台芸術交流センター)

### 外部公演
- 「ジャンヌ・ダルク」1997年 ＠静岡県舞台芸術センター
- 「西鶴一代女」1998年 主演・「浅丘ルリ子」、他＠帝国劇場(東宝)
- 「アラビアンナイト？」1999年 「チフリンチマヴィ歌劇団」＠築地ブティストホール
- 「うそうそ時」2000年 共演・「阿知波悟美」「植野葉子」森組＠広尾コレド
- 「ＯＩＮＡＲＩ －浅草ギンコ物語－」　2003年　主演・「宮本信子」、他＠青山劇場・中日劇場(東宝)
- 「♪～今日も、楽しい～♪ひな語り」(朗読)2011年 「はんなりラヂオ」＠恵比寿エコー劇場※東日本大震災により中止
- 「花組をどり」(殺陣師あり)　2011年　PLAY PARK 2011ぴあ＠SHIBUGEKI ※東日本大震災により中止
- 「♪～今日こそ、楽しい～♪ひな語り」(朗読)2011年 「はんなりラヂオ」＠恵比寿エコー劇場
- 「メルティック・カラーズ」(朗読) 2011年「un:deneプロデュース」＠大阪松屋町 楽
- 「泉鏡花の海神別荘」(殺陣師あり)　2012年 PLAY PARK 2011ぴあ＠SHIBUGEKI
- 「はんなり☆夏語り」(朗読) 2012年 「はんなりラヂオ」＠恵比寿エコー劇場
- 「阿呆浪士」(殺陣師として) 2012年 「ドラマティックカンパニー」＠本多劇場、他
- 「はんなり☆夏語り～天」(朗読)2014年 「はんなりラヂオ」＠赤坂REDシアター
- 「出発進行！」2014年 「ＴＡＰ ＤＯ！」劇場版vol.12＠銀座博品館劇場
- 「はんなりほろ酔い語り」(朗読)2017年「はんなりラヂオ」＠恋文酒場かっぱpero

### ドラマ
- 「ブランド (テレビドラマ)」2000年　＠フジテレビ

### ラヂオ
- 「八月の再開」2012年　FM世田谷花組ラヂオ＠ＦＭ世田谷

### CM
- パラマウントベッド
- JALカードSuicaJR東日本